# Jere Uronen
Jere Juhani Uronen (* 13. Juli 1994 in Turku) ist ein finnischer Fußballspieler, der seit Sommer 2023 beim amerikanischen Verein Charlotte FC unter Vertrag steht. Seit Januar 2012 ist der linke Außenverteidiger finnischer Nationalspieler.

## Karriere

### Verein
Der in Turku geborene Uronen wurde beim lokalen Verein TPS ausgebildet. Dort gab er am 12. Juni 2011, im Alter von 16, sein Debüt für die Kampfmannschaft. Bereits am 31. Juli konnte er, bei der 2:4-Heimniederlage gegen den FC Honka Espoo, sein erstes Tor im Profifußball erzielen.
Am 1. Januar 2012 wechselte Jere Uronen zum schwedischen Erstligisten Helsingborgs IF. Die Ablöse belief sich auf 700.000 Euro. Sein Pflichtspieldebüt für HIF absolvierte er am 12. März 2014, als er im Spiel gegen IFK Norrköping eingewechselt wurde.
Für Helsingborg wirkte Uronen in 71 Spielen mit, in denen dem Außenverteidiger fünf Tore und neun Torvorlagen gelangen.
Im Januar 2016 unterschrieb Uronen einen Vertrag beim belgischen Verein KRC Genk. In der Saison 2020/21 bestritt er 22 von 40 möglichen Ligaspielen sowie ein Pokalspiel für Genk. Die Saison endete mit dem Gewinn des belgischen Pokals. 
Mitte Juli 2021 wechselte er zum französischen Erstligisten Stade Brest, wo er einen Vertrag mit einer Laufzeit von drei Jahren unterschrieb. Anfang Januar 2023 wurde der Spieler bis Saisonende mit anschließender Kaufoption an den FC Schalke 04 ausgeliehen. Uronen bestritt 11 von 19 möglichen Ligaspielen für Schalke.
Insgesamt hat Uronen vor der Ausleihe 21 Ligaspiele und zwei Pokalspiele für Stade Brest bestritten. Anfang August 2023 wechselte er zum amerikanischen Verein Charlotte FC, bei dem er einen Vertrag mit einer Laufzeit von vier Jahren unterschrieb.

### Nationalmannschaft
Für die finnische U-21-Auswahl debütierte Uronen am 8. August 2011, im Alter von 17 Jahren, in einem Qualifikationsspiel gegen Slowenien.
Am 26. Mai 2012 gab er sein Debüt in der finnischen A-Nationalmannschaft. Beim 3:2-Sieg gegen die Türkei kam Uronen über die volle Distanz zum Einsatz.
Im Freundschaftsspiel gegen Belarus gelang ihm sein erster Treffer in der Nationalmannschaft, als er beim 2:0-Sieg den Führungstreffer zum 1:0 erzielen konnte.
Bei der infolge der COVID-19-Pandemie erst 2021 ausgetragenen Europameisterschaft 2020 wurde er in den finnländischen Kader berufen und bestritt alle drei Gruppenspiele bis zum Ausscheiden der Nationalmannschaft.

## Erfolge

### Helsingborgs IF
- Supercupen: 2012

### KRC Genk
- Belgischer Pokalsieger: 2020/21
- Gewinner belgischer Supercup: 2019